# Hoplocheylus longispinus
Hoplocheylus longispinus är en kvalsterart som beskrevs av Warren T. Atyeo och Baker 1964. Hoplocheylus longispinus ingår i släktet Hoplocheylus och familjen Tarsocheylidae. Inga underarter finns listade i Catalogue of Life.